# ミラマー海兵隊航空基地
ミラマー海兵隊航空基地（ミラマーかいへいたいこうくうきち、英語: Marine Corps Air Station Miramar）は、アメリカ合衆国カリフォルニア州のサンディエゴに位置する、アメリカ海兵隊の基地である。1952年から1999年までミラマー海軍航空基地として運用され、アメリカ海軍戦闘機兵器学校（通称TOP GUN）が1996年まで所在していた。
F-35Cなどを運用する第11海兵航空群とMV-22Bなどを運用する第16海兵航空群が所在している。

## 所在部隊
ミラマー海兵隊航空基地には、以下の部隊が所在している。
アメリカ海兵隊隷下
- 西部海兵隊基地
  - 司令部付飛行隊 - UC-12W、UC-35D
- 第1海兵遠征軍
  - 第3海兵航空団
    - 第3海兵航空団司令部中隊（英語版）
    - 第11海兵航空群（英語版）
      - 第232海兵戦闘攻撃飛行隊（英語版） - F/A-18C/D
      - 第311海兵戦闘攻撃飛行隊（英語版） - F-35C
      - 第314海兵戦闘攻撃飛行隊（英語版） - F-35C
      - 第323海兵戦闘攻撃飛行隊（英語版） - F/A-18C
      - 第502海兵戦闘攻撃訓練飛行隊（英語版） - F-35B
      - 第352海兵空中給油輸送飛行隊（英語版） - KC-130J
      - 第11海兵航空兵站中隊（英語版）

    - 第16海兵航空群（英語版）
      - 第161海兵中型ティルトローター飛行隊（英語版） - MV-22B
      - 第163海兵中型ティルトローター飛行隊（英語版） - MV-22B
      - 第165海兵中型ティルトローター飛行隊（英語版） - MV-22B
      - 第362海兵中型ティルトローター飛行隊（英語版） - MV-22B
      - 第764海兵中型ティルトローター飛行隊（英語版） - MV-22B
      - 第361海兵重ヘリコプター飛行隊（英語版） - CH-53E
      - 第462海兵重ヘリコプター飛行隊（英語版） - CH-53E
      - 第465海兵重ヘリコプター飛行隊（英語版） - CH-53E
      - 第466海兵重ヘリコプター飛行隊（英語版） - CH-53E
      - 第16海兵航空兵站中隊（英語版）

    - 第37海兵航空団支援群（英語版）
      - 第373海兵航空団支援中隊（英語版）

    - 第38海兵航空管制群（英語版）
      - 第38海兵航空団通信中隊（英語版）
      - 第38海兵戦術航空中隊（英語版）

  - 第1海兵兵站群（英語版）
    - 第15戦闘兵站連隊（英語版）
      - 第11戦闘兵站中隊

アメリカ海軍隷下
- 海軍人事局（英語版）
  - ミラマー海軍統合営倉（英語版）

アメリカ空軍隷下
- 空軍資材コマンド
  - 空軍保安部隊センター（英語版）
    - 第2分遣隊[5]

## 騒音問題
ミラマー海兵隊航空基地は、サンディエゴの中心部付近に位置し、周囲にはミラ・メサ、スクリップス・ランチ、ユニバーシティ・シティ、クレアモント、ティエラサンタなどの住宅地があり、基地には騒音に関する苦情通報用のウェブサイトとホットラインが設置されている。
ミラマー海兵隊航空基地では、航空機の騒音軽減のため減音施設の使用やエンジン始動の制限、飛行経路の変更などの調整を行っているが、騒音問題の解決には至っていない。

## ミラマー国立墓地
ミラマー国立墓地は、フォート・ローズクランズ国立墓地の拡張区画として2010年1月30日に開設され、退役軍人省が管理している。
墓地は、313エーカー（126.7ヘクタール）の敷地面積に最大235,000体の退役軍人と配偶者を埋葬できる区画が用意されている。